# Внебовзяття Пресвятої Діви Марії
Внебовзя́ття Пресвятої Діви Марії (також Взяття Пресвятої Діви Марії в небесну славу, Внебовзяття Богородиці, Небовзяття Богородиці; лат. Assumptio Beatae Mariae Virginis) — один із чотирьох Марійських догматів Католицької церкви. За католицьким догматом, після закінчення земного життя Діви Марії, її душа і тіло були взяті до Небес. Після цього Богородиця була коронована Королевою Небес. У католицькому богослов'ї остаточно не вирішене питання, чи завершення земного життя Богородиці означає її смерть, хоча більшість середньовічних західних богословів уважали, що Пречиста дійсно померла.
Вчення про Внебовзяття існувало в Церкві з часів середньовіччя, але було визнано догматом лише 1 листопада 1950 року Римським Папою Пієм XII в апостольській конституції «Munificentissimus Deus». Догмат підтримав Другий Ватиканський собор у конституції «Lumen Gentium». Святкується 15 серпня. Цьому святу в Греко-католицькій церкві передує піст, який закінчується ввечері 14 серпня (в латинській традиції цього посту немає).
Існують думки, що термін «Вознесіння Діви Марії» є помилковим, оскільки: 1) «Вознесіння» вживається лише стосовно Ісуса Христа («Вознесіння Христове»), який сам піднявся («вознісся») на Небеса; 2) «Внебовзяття» (лат. Assumptio) і «Вознесіння» (лат. Ascensio) — різні богословські поняття; Ascensio означає, що Христос сам возноситься (активний стан), а Assumptio — що Марію підносить Христос (пасивний стан).

## Отці Церкви

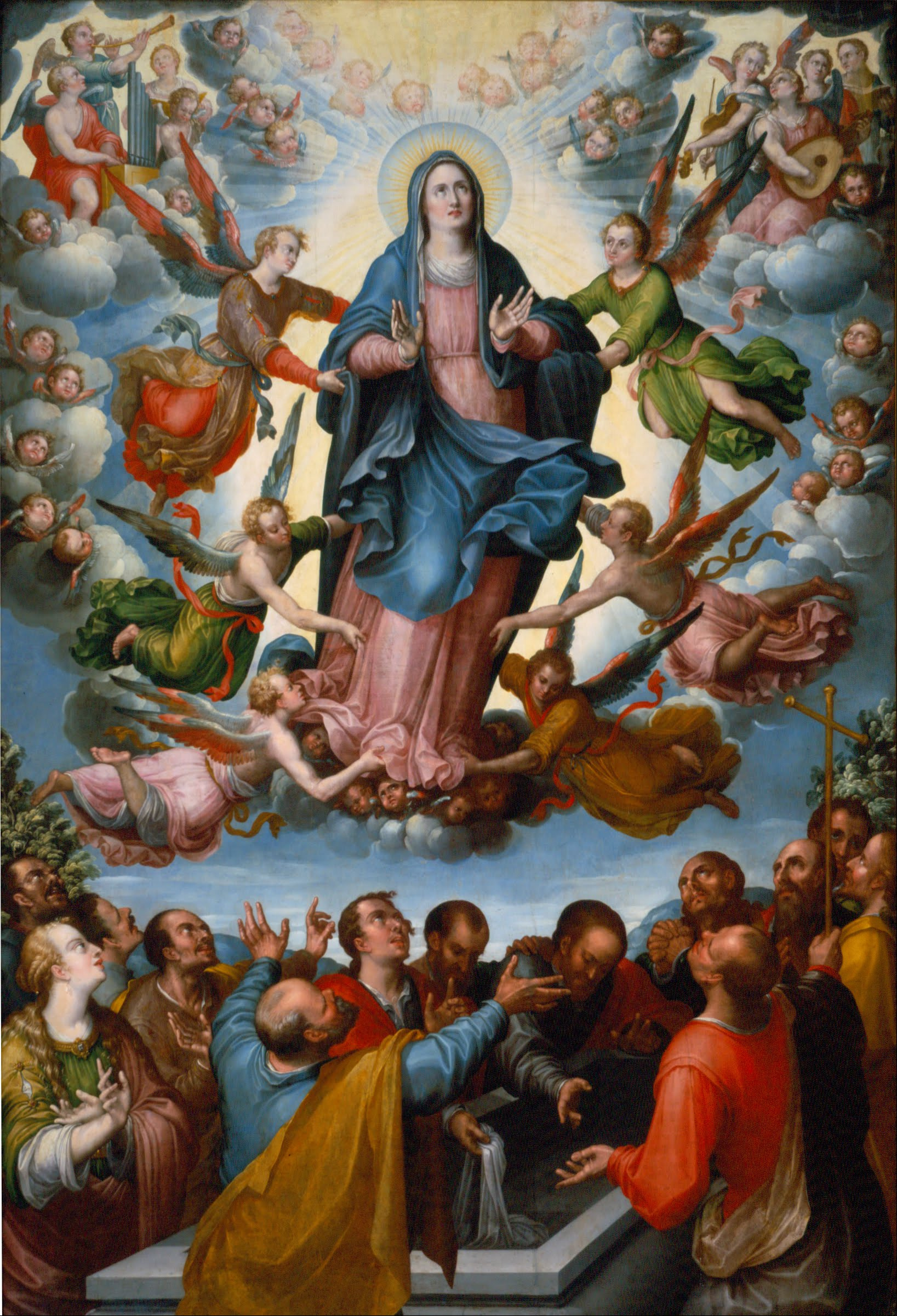
Внебовзяття (взяття на Небеса) Діви Марії.

У VII–IX століттях на Заході співіснували так звані морталісти, що наполягали на факті фізичної смерті Марії, та їх опоненти — імморталісти. В IX столітті з'явилося апокрифічне послання Псевдо-Ієроніма, що говорило про вознесіння душі (але не тіла) Марії на небо і посмертної нетлінності її тіла. Послання Псевдо-Августина також говорило про тілесне вознесіння (і душі і тіла). До помірних морталістів належали Тома Аквінський, Бонавентура та Йоан Дунс Скот, які відстоювали принцип гармонії природи та благодаті, визначені для Діви Марії.

## Свято
Взяття Богородиці в небесну славу відзначається як церковне свято. Існує традиція в цей день приносити перші плоди нового врожаю в дар церквам та каплицям, присвяченим Діві Марії. Свято супроводжується урочистими богослужіннями, церковними процесіями й театральними дійствами.
Копти святкують його 22 серпня й називають «Взяття Богородиці в Небесну славу». У середньовічній Баварії Внебовзяття відзначалося 13 вересня, хоча деякі дієцезії (у Бранденбурзі, Майнці, Франкфурті та ін.) відзначали його 23-го, посилаючись на одкровення святої Єлизавети з Шонау та святого Бертрана, згідно з якими Марія була взята на небо на сороковий день після смерті.
Держави, де Внебовзяття Діви Марії — неробочий день:
- Австрія
- Бельгія
- Бурунді
- Німеччина в землях з переважно католицьким населенням: Баварія, Саар.
- Гвінея
- Греція
- Грузія
- Іспанія
- Італія
- Колумбія
- Литва
- Люксембург
- Польща
- Португалія
- Словенія
- Франція
- Швейцарія (у тих 15 кантонах із 25, де головною конфесією є католицизм, як-от Люцерн, Фрібур, Урі, Швіц та ін.)

## У мистецтві
Сюжетом Внебовзяття Діви Марії був надхненний ряд художників: Андреа дель Кастаньо, Корреджо, ван Дейк, Беноццо Ґоццолі, Ель Греко, Лоренцо Лотто, Бартоломе Естебан Мурільо, П'єтро Перуджіно, Пуссен, Рубенс, Тіціан.

## У геральдиці

Герб Мінська